# 福平君
福平君（韓語：복평군，1648年—1700年），諱李㮒（韓語：이연），是朝鮮王朝時代的王族成員。

## 生平
李㮒是麟坪大君李㴭的第四子，福川府夫人同福吳氏所生，有同母兄長福寧君李栯、福昌君李楨、福善君李柟，後以大君之子封為正二品爵福平君。
顯宗九年（1668年）二月二十二，大司諫李泰淵（韓語：이태연）上書福平君與兄長福昌君、福善君經常在山間狩獵，騷擾人民，要求禁止宗室私自出入鄉郊。不久，李㮒就在顯宗十三年（1672年）被任命為謝恩使（韓語：사은사）出使清朝。
肅宗四年（1678年），肅宗曾任命他為辨誣使（韓語：변무사），但兩年後（1680年）就發生三福之變，因西人黨人金錫冑、金益勳舉報福昌君和許堅（韓語：허견）、弟弟福善君、福平君三人密謀擁戴福昌君為國王，引起庚申换局，許堅父親許積等南人黨人被肅清，他也因此在同年四月初四遭流放絕島（韓語：절도），至肅宗十九年（1693年）才恢復了他的名譽和爵位。
肅宗二十六年（1700年）李㮒去世，贈諡為孝翼（韓語：효익）。
高宗九年（1872年），朝廷追繼福平君為早夭的叔父龍城大君李滾的嗣子，次年（1873年）二月遣宗臣致祭。

## 家族關係
- 正室：完山郡夫人 崔氏，崔永世（韓語：최영세）女
  - 長子：完溪君李燦（韓語：완계군 이찬）
  - 次子：完川君李燁（韓語：완천군 이엽）
  - 三子：完陽君李烘（韓語：완양군 이홍）
  - 四子：完原君李烒（韓語：완원군 이식），出繼福昌君李楨
  - 五子：完陵君李烱（韓語：완릉군 이형），出繼福善君李柟
  - 長女 李氏，適申漢相（韓語：신한상）
  - 次女 李氏，適宋松乙（韓語：성성이）

## 附註
1. ↑  《國朝人物考》〈麟坪大君 李㴭〉
2. ↑  《顯宗實錄》14卷·九年二月二十二條
3. ↑  《顯宗實錄》20卷·十三年九月二十二條
4. ↑  《肅宗實錄》7卷·四年十月三十條
5. ↑  《肅宗實錄》9卷·六年四月初四條
6. ↑  《肅宗實錄》25卷·十九年七月十三條
7. ↑  《璿源系譜紀略》14卷·仁祖大王
8. ↑  《高宗實錄》9卷·九年八月初一條
9. ↑  《高宗實錄》10卷·十年二月二十二條

- 《韓國歷史與現代韓國》，簡江作著